# Michael Moxon
Michael Anthony Moxon (23 de janeiro de 1942 – 28 de julho de 2019) foi Deão de Truro de 1998 até à sua renúncia em 2004.
Ele foi educado na Merchant Taylors, Durham University e Heythrop College, em Londres. Ordenado em 1971, ele foi curato em Lowestoft e depois Sacristão da Catedral de São Paulo, Vigário de Tewkesbury e Cónego de Windsor de 1996 a 1998 antes de se mudar para Truro.